# Liber ad honorem Augusti sive de rebus Siculis
Liber ad honorem Augusti sive de rebus Siculis ("Bog til ære for kejseren, eller om sicilianske affærer"; også kaldet Carmen de motibus Siculis, "Digt om det sicilianske oprør") er et illustreret narrativt epos på latin, skrevet i Palermo i 1196 af Peter af Eboli (på latin, Petrus de Ebulo). Præsentationskopien, bestilt af kansler Konrad af Querfurt, er nu MS. 120 II i Berns borgerbibliotek.
Digtet omhandler Tancred af Lecces forsøg på at tage kontrol over kongeriget Sicilien, og hvordan dette blev forpurret af den tysk-romerske kejser Henrik 6.s militærkampagne. Digtet er komponeret til ære for Henrik 6. og skulle oprindeligt have været præsenteret til ham.